# 送付
| ウィキペディアには「送付」という見出しの百科事典記事はありません（タイトルに「送付」を含むページの一覧/「送付」で始まるページの一覧）。 代わりにウィクショナリーのページ「送付」が役に立つかもしれません。 |